# Dalu (sockenhuvudort i Kina, Hubei Sheng)
Dalu (kinesiska: 大路) är en sockenhuvudort i Kina. Den ligger i provinsen Hubei, i den centrala delen av landet, omkring 110 kilometer söder om provinshuvudstaden Wuhan. Antalet invånare är 26 116. Befolkningen består av 12 778 kvinnor och 13 338 män. Barn under 15 år utgör 22,0 %, vuxna 15-64 år 71 %, och äldre över 65 år 5,0 %.
Runt Dalu är det ganska tätbefolkat, med 166 invånare per kvadratkilometer. Dalu är det största samhället i trakten. I omgivningarna runt Dalu växer huvudsakligen savannskog.
Genomsnittlig årsnederbörd är 1 972 millimeter. Den regnigaste månaden är maj, med i genomsnitt 280 mm nederbörd, och den torraste är januari, med 51 mm nederbörd.